# Félix Maréchal
Félix Maréchal, né 24 novembre 1798 à Metz et mort le 29 mars 1871 dans la même ville, est un médecin et homme politique français. Il fut président du conseil général de la Moselle de 1848 à 1851.
Il est le fils de Louis Maréchal, chirurgien, et de Marie Marguerite Philippe Billotte.
Le 25 janvier 1826 à Metz, il épouse Ange Lucie Afranée Barrault, née le 5 août 1801 à Port-Louis (Île Maurice), décédée le 30 avril 1888, fille de Pierre Casimir Barrault, médecin de la Compagnie des Indes, et d'Ange Annette Lair.

## Biographie
Après des études de médecine, il se lance dans la politique. Après les Trois Glorieuses, il s'oppose à la monarchie de Juillet et défend des idées républicaines progressistes. Il devient conseiller municipal de Metz sous la monarchie de Juillet et siège au conseil général de la Moselle. Pendant l'intermède républicain de la Seconde République, il est élu président du conseil général de la Moselle (1848-1851).
Le 29 juillet 1854, sous le Second Empire, Félix Maréchal est nommé maire de Metz. Le 30 septembre 1859, il est promu officier de la Légion d'honneur pour son action publique. Il développe la ville de Metz avec un certain pragmatisme, et son empreinte est aujourd'hui encore bien visible.
Le 29 mars 1871, Félix Maréchal meurt d'épuisement quelques mois après le blocus prussien, alors que Metz est sur le point d'être annexée à l'Empire allemand.
Il est inhumé au cimetière de l'Est à Metz.

## Sources
- Bernard Desmars, Félix Maréchal (1798-1871). Médecin et maire de Metz, éditions Serpenoise, 2011.